# Javier Milei
Javier Gerardo Milei (født 22. oktober 1970 i Buenos Aires) er en argentinsk økonom, forfatter og politiker, der siden 2023 har været Argentinas præsident. Han er libertarianer og har beskrevet sig selv som anarkokapitalist.